# Muxiddin Kalonov

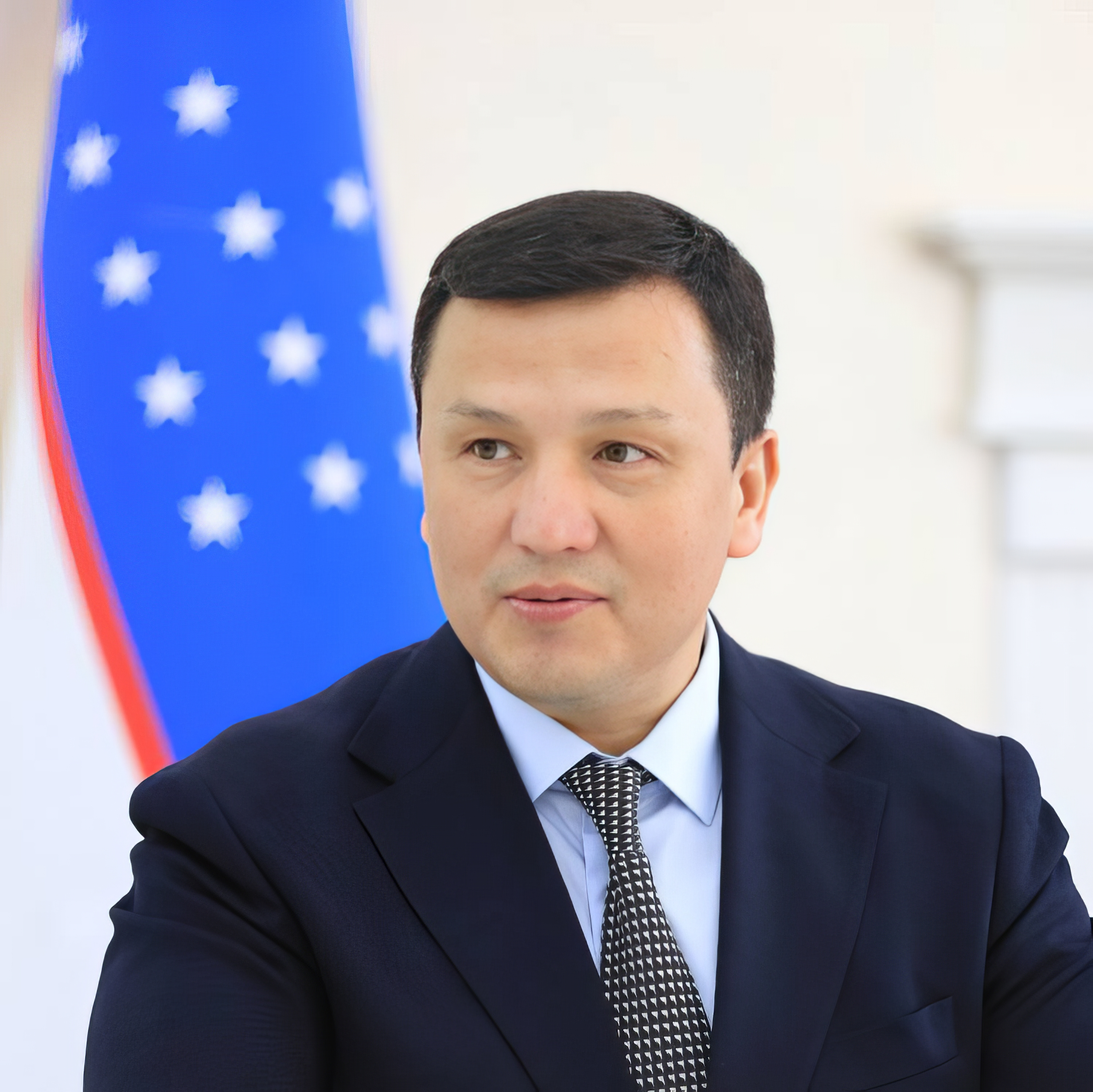
Muxiddin Kalonov (2025)

Muxiddin Baxriddinovich Kalonov (usbekisch Мухиддин Бахриддинович Калонов; russisch Мухиддин Бахриддинович Калонов ‚Muchiddin Bachriddinowitsch Kalonow‘; * 11. Juli 1977 in Nurota, Provinz Navoiy, Usbekische SSR) ist ein usbekischer Ökonom, Doktor der Wirtschaftswissenschaften (DSc) und Professor. Er ist seit 2024 Rektor der Staatlichen Pädagogischen Universität Navoiy. Kalonov ist Mitglied des Schriftstellerverbandes Usbekistans sowie ständiger Berater und Experte des Senats des Oliy Majlis der Republik Usbekistan und der Antikorruptionsagentur der Republik Usbekistan.

## Leben und Ausbildung
Muxiddin Kalonov wurde 1977 in eine Intellektuellenfamilie im Bezirk Nurota der Provinz Navoiy geboren. Er ist usbekischer Nationalität. Nach seinem Abschluss am Taschkenter Institut für Ingenieure für Bewässerung und landwirtschaftliche Mechanisierung (heute TIIAME National Research University) mit Auszeichnung im Jahr 2000 war er bereits während des Studiums als Korrektor für die wissenschaftliche Zeitschrift „Iqtisod va hisobot“ (1996–1997) und als technischer Redakteur der Zeitschrift „PressTIJ“ (1997–1998) tätig. Anschließend arbeitete er als Hauptbuchhalter der Firma „Alp-Farzin“ (1998–1999) und der Redaktion der Zeitung „Fidokor“ (1999–2002).
Von 2002 bis 2018 war er am Staatlichen Wissenschaftlich-Methodischen Zentrum „Avtodaryotrans-ilm“ tätig, zunächst als wissenschaftlicher Mitarbeiter, dann als stellvertretender Generaldirektor für Wirtschafts- und Finanzfragen und schließlich als Generaldirektor.
Kalonov absolvierte 2006 die Akademie für Staats- und Gesellschaftsbau beim Präsidenten der Republik Usbekistan, die Höhere Business School und das Zentrum für Unternehmensführung. 2012 schloss er ein Masterstudium in Rechnungswesen und Analyse der Außenwirtschaftstätigkeit an der Staatliche Wirtschaftsuniversität Taschkent (TSEU) ab. 2021 bildete er sich an der Higher School of Business and Entrepreneurship und 2023 an der University of Oxford (Postdoctoral Researcher) weiter.
Als unabhängiger Forscher an der TSEU spezialisierte er sich auf Rechnungswesen, Wirtschaftsanalyse und Audit im Bereich Transportlogistik und absolvierte wissenschaftliche Praktika an der Universität Peking (QS TOP-12) in China und an der Staatliche Wirtschaftsuniversität Sankt Petersburg (BRICS TOP-150) in Russland. 2017 promovierte er zum Doktor der Philosophie (PhD) in Wirtschaftswissenschaften und 2019 habilitierte er sich zum Doktor der Wirtschaftswissenschaften (DSc). Er besitzt den wissenschaftlichen Titel Professor.

## Akademische und berufliche Tätigkeit
Von 2018 bis 2020 war Kalonov Generaldirektor des Instituts für Weiterbildung und Umschulung von Fachkräften im Automobiltransport des Verkehrsministeriums der Republik Usbekistan. Parallel dazu war er Professor am Lehrstuhl für Rechnungswesen, Leiter des Lehrstuhls für Unternehmensführung und Logistik sowie Direktor des Forschungszentrums „Wissenschaftliche Grundlagen und Probleme der Entwicklung der usbekischen Wirtschaft“ an der Staatlichen Wirtschaftsuniversität Taschkent (TSEU). Von 2020 bis 2024 war er Prorektor der TSEU. Im Juni 2024 wurde er zum Rektor der Staatlichen Pädagogischen Universität Navoiy ernannt.
Kalonov präsentierte 2019 das Digitalisierungs- und wissenschaftlich-technische Projekt für den modernisierten Taschkenter Busbahnhof auf Regierungsebene. Er ist Gründer und Vorsitzender des Redaktionsausschusses der wissenschaftlichen Online-Zeitschrift „Logistika va Iqtisodiyot“ (Logistik und Wirtschaft) und Mitglied der Redaktionsausschüsse mehrerer wissenschaftlicher Zeitschriften, die von der Höheren Attestationskommission (OAK) Usbekistans anerkannt sind. Als Leiter des Instituts für Weiterbildung und Umschulung im Automobiltransport führte er 2018 als einer der Ersten in Usbekistan eine Fernlernplattform für die Weiterbildung ein und erprobte diese. Er ist Autor des Buches „Organisation der Buchhaltung in Automobiltransportunternehmen“. Kalonov gründete den „Think Tank“-Club am Forschungszentrum der TSEU, der sich mit analytischer Forschung, strategischer Planung, ökonomischen Technologien, ökonometrischer Modellierung und regionaler Wirtschaftsanalyse befasst.
Ab 2022 leitete er das internationale Projekt „Ready4Trade Central Asia“ sowie ein Grundlagenprojekt (Methodik der internationalen Rechnungslegungsstandards in Usbekistan), zwei angewandte Projekte und ein Innovationsprojekt. 2023 gründete er ein „Regionales Labor“ an der Staatliche Universität Urganch.
Er ist Mitglied der Ökologischen Partei Usbekistans und Abgeordneter im Stadtrat von Navoiy.

## Wissenschaftliche Arbeit und Publikationen
Muxiddin Kalonov ist Autor von über 200 wissenschaftlichen Arbeiten zur Transportlogistik, Buchhaltung, Wirtschaftsanalyse und Audit. Er hat zwei Monographien sowie mehr als 30 Lehrbücher und Lehrmaterialien veröffentlicht, von denen einige in internationalen Verlagen erschienen sind. Zu seinen veröffentlichten Lehrwerken gehören Titel wie „Introduction to Taxation and Accounting“, „Accounting“, „Accounting and Auditing“, „Financial Accounting“ und „Management Accounting“.